# Лисичка и Чайка
Лисичка и Чайка — советские собаки-космонавты.

## История
28 июля 1960 года в СССР с космодрома Байконур состоялся запуск ракеты-носителя нового типа «Восток 1К № 1» с космическим кораблём «Спутник-5-1», в котором находились собаки Лисичка и Чайка. Через 19 секунд у ракеты-носителя разрушился блок «Г» первой ступени, вследствие чего она упала на землю и взорвалась на 38-й секунде. Собаки погибли.
После этого случая конструкторами было принято решение разрабатывать систему аварийного спасения космонавтов не только в полёте, но и на этапах подготовки к нему и собственно пуска. Гибель Лисички и Чайки стимулировала разработку такой системы, и в этом их заслуга перед человечеством. По меньшей мере этим собакам обязаны своей жизнью четверо советских космонавтов — Василий Лазарев, Олег Макаров, Владимир Титов и Геннадий Стрекалов. Первых двух (на «Союз-18-1») созданная впоследствии система спасла на высоте 192 километров после отказа третьей ступени носителя, а двух других (на «Союз Т-10-1») — на самом старте, когда взорвалась ракета.
Интересно, современники отмечали, что рыжая Лисичка была любимицей С. П. Королёва. Конструктор Борис Евсеевич Черток рассказывал:

Ласковая рыжая Лисичка очень понравилась Королеву. В МИКе (монтажно-испытательный комплекс) медики готовились к примерке её в катапультируемой капсуле спускаемого аппарата. С инженером Шевелевым мы разбирали очередное замечание по сопряжению электрических схем «собачьего» контейнера катапульты и спускаемого аппарата. Лисичка совершенно не реагировала на наши споры и общую испытательную суматоху. Подошел Королев. Я собрался докладывать, но он отмахнулся, не спрашивая медиков, взял Лисичку на руки. Она доверчиво прильнула к нему. СП осторожно гладил собаку и, не стесняясь окружающих, сказал: «Я так хочу, чтобы ты вернулась». Непривычно грустное было у Королева лицо. Он подержал её ещё несколько секунд, потом передал кому-то в белом халате и, не оглядываясь, медленно побрел в шумящий зал МИКа.